# Ockelbo landskommun
Ockelbo landskommun var en tidigare kommun i Gävleborgs län. Centralort var Ockelbo och kommunkod 1952–1970 var 2101.

## Administrativ historik
Landskommun inrättades den 1 januari 1863 i Ugglebo socken i Gästrikland  när 1862 års kommunalförordningar trädde i kraft under namnet Ugglebo landskommun. 1 juni 1883 namnändrades landskommunen till Ockelbo landskommun.
Den 1 januari 1947 (enligt beslut den 1 juni 1945) överfördes från Ockelbo landskommun och församling till Järbo landskommun och församling den obebodda fastigheten Lenåsen 1:2 omfattande en areal av 0,02 km², varav allt land.
Kommunen förblev opåverkad av kommunreformen 1952.
Den 1 januari 1971 blev kommunen, tillsammans med Lingbo församling ur den då upplösta Skogs landskommun, en del av den nya Ockelbo kommun.

### Kyrklig tillhörighet
I kyrkligt hänseende tillhörde kommunen församlingarna Ockelbo och Åmot (kapellförsamling under Ockelbo till och med år 1931).

## Kommunvapen
Ockelbo landskommun förde inte något vapen.

## Geografi

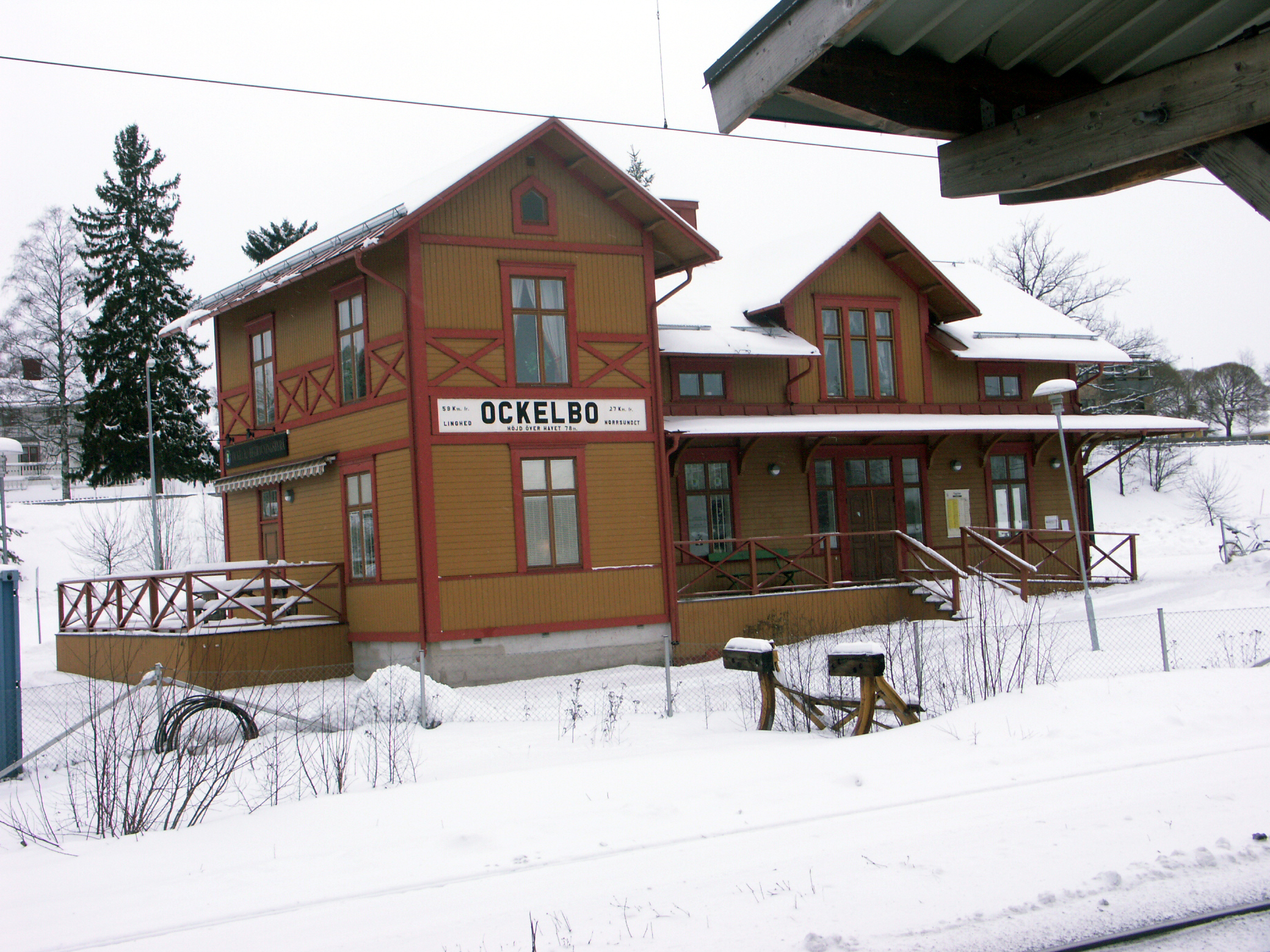
Järnvägsstationen i Ockelbo.

Ockelbo landskommun omfattade den 1 januari 1952 en areal av 1 061,22 km², varav 998,87 km² land. Efter nymätningar och arealberäkningar färdiga den 1 januari 1958 omfattade landskommunen den 1 januari 1961 en areal av 1 062,67 km², varav 1 001,62 km² land.

### Tätorter i kommunen 1960
| Tätort  | Folkmängd |
| ------- | --------- |
| Ockelbo | 2 490     |
| Jädraås | 414       |
| Åmot    | 389       |

Tätortsgraden i kommunen var den 1 november 1960 47,0 procent.

## Politik

### Mandatfördelning i valen 1938-1966
| 16 | 2 | 5 | 3 | 4 |

| 30 |

| 16 | 8 | 3 | 3 |

| 28 |

|  | 15 | 9 | 3 | 2 |

| 27 |

|  | 21 | 9 | 6 | 3 |

| 35 |

| 22 | 7 | 5 | 6 |

| 36 |

| 2 | 21 | 9 | 3 | 5 |

| 34 | 6 |

| 2 | 22 | 9 | 4 | 3 |

| 34 | 6 |

| 3 | 19 | 10 | 5 | 3 |

| 33 | 7 |

### Fotnoter
1. 1 2   ( PDF) Folkräkningen den 31 december 1950, I, Areal och folkmängd inom särskilda förvaltningsområden m.m., Tätorter. Stockholm: Statistiska centralbyrån. 1952. sid. 104 & 106. Arkiverad från originalet den 1 oktober 2014. https://www.webcitation.org/6T09ZkyrB?url=http://www.scb.se/Grupp/Hitta_statistik/Historisk_statistik/_Dokument/SOS/Folkrakningen_1950_1.pdf. Läst 18 november 2017 Arkiverad 29 oktober 2013 hämtat från the Wayback Machine.
2. ↑  Per Andersson: Sveriges kommunindelning 1863-1993, Draking, Mjölby 1993, ISBN 91-87784-05-X, s. 89
3. ↑   ( PDF) Folkräkningen den 1 november 1960, I, Folkmängd inom kommuner och församlingar efter kön, ålder, civilstånd m.m.. Stockholm: Statistiska centralbyrån. 1961. sid. 53 & 203. Arkiverad från originalet den 15 juli 2015. https://www.webcitation.org/6a1zkRbkC?url=http://www.scb.se/Grupp/Hitta_statistik/Historisk_statistik/_Dokument/SOS/Folkrakningen_1960_01.pdf. Läst 16 november 2017 Arkiverad 14 oktober 2013 hämtat från the Wayback Machine.
4. ↑   ( PDF) Folkräkningen den 1 november 1960, II, Folkmängd inom tätorter efter kön, ålder och civilstånd.. Stockholm: Statistiska centralbyrån. 1961. sid. 26. Arkiverad från originalet den 29 juni 2015. https://www.webcitation.org/6ZeEB9Ija?url=http://www.scb.se/Grupp/Hitta_statistik/Historisk_statistik/_Dokument/SOS/Folkrakningen_1960_02.pdf. Läst 16 november 2017 Arkiverad 24 september 2015 hämtat från the Wayback Machine.